# Exploitation minière au Canada

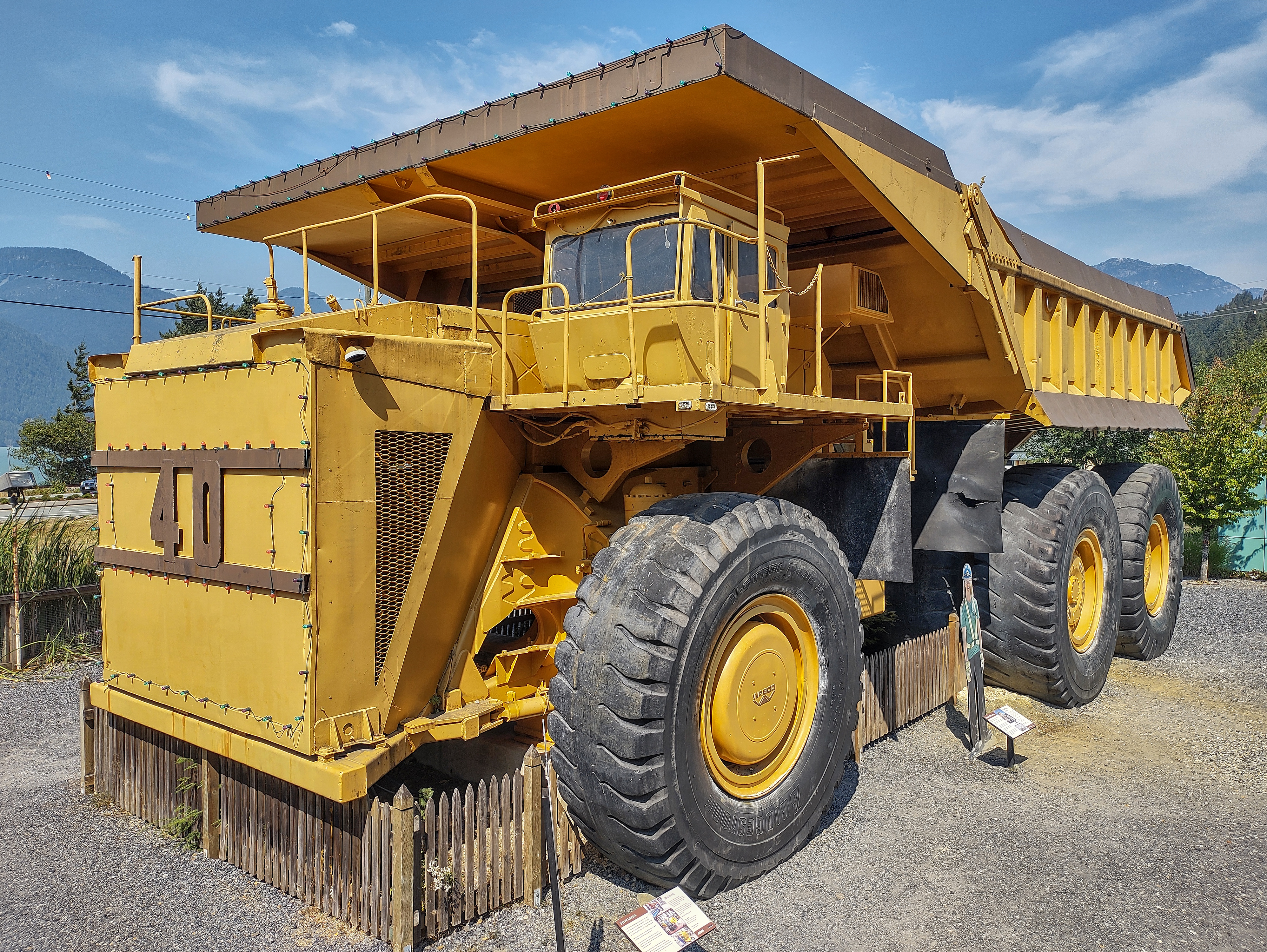
Camion minier Wabco 3200B au Musée de la mine Britannia, Britannia Beach, Colombie-Britannique

L'exploitation minière au Canada est présente à l'échelle industrielle au Canada depuis la fin du XVIIIe siècle. L'industrie est encore aujourd'hui un aspect important de l'économie du Canada, en particulier dans le Nord, et les sociétés minières domiciliées au Canada étendent de plus en plus leurs activités à l'échelle mondiale.

## Histoire
L'histoire de l'exploitation minière au Canada remonte au XVIe siècle. Dans les années 1570, Martin Frobisher tente brièvement une opération minière sur l'île de Baffin, mais sans succès. En 1672, les colons français de l'île du Cap-Breton découvrent des gisements de charbon. Matonabbee et Samuel Hearne recherchaient également du cuivre dans la région de la baie d'Hudson dans les années 1770.
La première exploitation minière à l'échelle industrielle, une mine de fer située aux Forges du Saint-Maurice au Québec, est restée en activité de 1738 à 1883.
L'industrie minière canadienne se développa au XIXe siècle et est devenue l'une des industries les plus importantes au monde au XXe siècle, en particulier après la Seconde Guerre mondiale.

## Exploitation
| Élément        | Classement mondial |
| -------------- | ------------------ |
| Potasse        | 1er                |
| Niobium        | 2d                 |
| Platine        | 4e                 |
| Titane         | 4e                 |
| Or             | 5e                 |
| Nickel         | 5e                 |
| Sel            | 6e                 |
| Minerai de fer | 8e                 |
| Cuivre         | 10e                |

## Impact economique
L'exploitation minière représente une partie importante de l'économie du Canada. En 2018, les revenus liés à l'industrie minière s'élevèrent à 47 milliards de dollars canadiens. 75 pour cent des sièges sociaux des sociétés minières dans le monde ont leur siège social au Canada et 60 pour cent de ces sociétés sont cotées à la Bourse de Toronto,.
La Saskatchewan produit à elle seule environ 15 pour cent de l’uranium mondial. Après la découverte de ce métal dans la province autour des années 1930, il est devenu la ressource d'exportation la plus importante du Canada dans les années 1950. Dans le Nord canadien, l'exploitation minière constitue l'une des sources de développement économique les plus importantes.,